# 바다뱀자리-센타우루스자리 초은하단
바다뱀자리-센타우루스자리 초은하단(Hydra-Centaurus Supercluster, SCl 128) 또는 바다뱀자리 및 센타우루스자리 초은하단은 처녀자리 초은하단과 가장 가까이 있는 초은하단이다. 2개 초은하단의 무리로 나누어져 있다.

## 바다뱀자리-센타우르스자리
이 초은하단은 센타우르스 자리에 총 4부분의 거대 은하단으로 구성되어 있다.
- 에이벨 3526 (센타우르스자리 은하단),
- 에이벨 3565,
- 에이벨 3574,
- 에이벨 3581,

이에 근접하게 존재하는 은하단은 다음과 같이 있다.
- 바다뱀자리 은하단 (A1060)
- 직각자자리 은하단 (A3627).

이 은하단들과는 별도로 1억 5천만 광년에서 2억광년 정도 떨어진 작은 은하단 무리들도 이 초은하단에 포함된다.
이 초은하단의 근처에는 직각자자리 은하단(에이벨 3627)을 중심으로 하는 거대 인력체가 자리잡고 있다. 이 거대한 은하단은 큰 중력을 가지고 있어, 거대 인력체 근방 50 Mpc의 모든 물질들은 600 km/s 속도로 직각자자리 은하단 쪽으로 운동하고 있다.

## 라니아케아 초은하단
2014년 보고된 연구 결과에 따르면, 바다뱀자리-센타우루스자리 초은하단은 실제로는 그보다 더 큰 거대 인력체를 중심으로 한 라니아케아 초은하단의 일부 엽임이 밝혀졌다. 이 초은하단은 처녀자리 초은하단을 포함하고 있다. 즉, 지구를 포함한 우리 은하도 라니아케아 초은하단의 일부이다.

## 같이 보기
- 에이벨 목록
- 거대 인력체
- 관측 가능한 우주
- 에이벨 은하단 목록
- 초은하단